# Fotão
O fotão (português europeu) ou fóton (português brasileiro) é a partícula elementar mediadora da força eletromagnética. O fóton também é o quantum da radiação eletromagnética (incluindo a luz). A palavra photon foi criada por Gilbert Lewis em 1926. Fótons são bósons e possuem Spin igual a um. A troca de fótons  (virtuais1) entre as partículas como os elétrons e os prótons é descrita pela eletrodinâmica quântica, a qual é a parte mais antiga do Modelo Padrão da física de partículas. Ele interage com os elétrons e núcleo atômico sendo responsável por muitas das propriedades da matéria, tais como a existência e estabilidades dos átomos, moléculas, e sólidos.
Em alguns aspectos um fóton atua como uma partícula, sendo que a explicação satisfatória para esse efeito foi dada em 1905, por Albert Einstein pelo Efeito fotoelétrico. Em outras ocasiões, um fóton se comporta como uma onda, tal como quando passa através de uma lente ótica. De acordo com  a conhecida dualidade partícula-onda da mecânica quântica, é natural para um fóton apresentar ambos aspectos na sua natureza, de acordo com as circunstâncias que se encontra. Normalmente, a luz é formada por um grande número de fótons, tendo a sua intensidade ou brilho ligada ao número deles. Para baixas intensidades, são necessários equipamentos muito sensíveis, como os usados em astronomia, para detectar fótons individuais.

## Símbolo
Um fóton é usualmente representado pelo símbolo {\displaystyle \gamma } (gama), embora em  física de altas energias este símbolo se refira a fótons de energias extremamente altas (um raio gama).

## Propriedades
Os fótons são comumente associados com a luz visível, o que só é verdade para uma parte muito limitada do espectro eletromagnético. Toda a radiação eletromagnética é quantizada em fótons: isto é, a menor porção de radiação eletromagnética que pode existir é um fóton, qualquer que seja seu comprimento de onda, frequência, energia ou momento. Fótons são partículas fundamentais que podem ser criados e destruídos quando interagem com outras partículas, mas é conhecido que decaiam por conta própria.[carece de fontes?]
Diferente da maioria das partículas, fótons não tem uma massa intrínseca detectável, ou "massa restante" (que se opõem a massa relativística).  Fótons estão sempre se movendo à velocidade da luz (a qual varia de acordo com o meio no qual ela viaja) em relação a todos os observadores. A despeito da sua ausência de massa, fótons têm um momento proporcional a sua frequência (ou inversamente proporcional ao seu comprimento de onda), e seu momento pode ser transferido quando um fóton colide com a matéria (como uma bola de bilhar em movimento transfere seu momento para outra bola). Isto é conhecido como pressão de radiação a qual deve ser algum dia usada como propulsão como um veleiro solar.
Fótons são desviados por um campo gravitacional duas vezes mais que as predições da mecânica Newtoniana predisse para uma massa viajando a velocidade da luz com o mesmo momento de um fóton. Esta observação é comumente citada como uma evidência que daria suporte a relatividade geral, uma teoria da gravidade de muito sucesso publicada em 1915 por Albert Einstein. Na relatividade geral, os fótons sempre viajam a velocidade da luz em uma linha "reta", depois de se levar em conta a curvatura do espaço-tempo.  (Em um espaço curvo, isto é chamado de geodésica).

### Criação
Fótons são produzidos por átomos quando um elétron de valência move-se de um orbital para outro orbital com (menos ou mais) energia negativa.  Fótons também podem ser emitidos por um núcleo instável quando este decai por algum tipo de decaimento nuclear.  Além disto, fótons são produzidos sempre que partículas carregadas são aceleradas.
Átomos continuamente emitem fótons devido suas colisões mútuas. A distribuição do comprimento de onda destes fótons portanto está relacionada a sua temperatura absoluta (usualmente em Kelvin).  A distribuição de Maxwell-Boltzmann prevê a possibilidade de um fóton possuir um determinado comprimento de onda ao ser emitido por uma coleção de átomos a uma dada temperatura. O espectro de tais fótons normalmente se encontra entre a faixa da micro-onda e do infravermelho, mas objetos aquecidos irão emitir luz visível também.
Rádio, televisão, radar e outros tipos de transmissores usados para telecomunicação e monitoramento remoto rotineiramente criam uma extensa variedade de fótons de baixa-energia pela oscilação de campos elétricos em condutores. Magnetrons emitem fótons coerente usado em fornos micro-onda. Tubos Klystron são usados quando as emissões de micro-onda devem ser mais precisamente controladas. Masers e laser criam fótons monocromáticos por emissão estimulada. Fótons mais energéticos podem ser criados por decaimento nuclear, aniquilação partícula-antipartícula, e colisão de partículas de alta energia.

### Spin
Os fótons tem spin 1 e são, portanto, classificados como bósons. Os fótons são os mediadores dos campos eletromagnéticos. Por isto, eles são as partículas que possibilitam que outras partículas interajam com outras partículas eletromagnéticas e com campos eletromagnéticos, por isto eles são também conhecidos como bóson de calibre. Em geral, um bóson com spin 1 deveria possuir três projeções de spin distintas (-1, 0 e 1). Contudo, a projeção zero requer um referencial aonde o fóton esteja em repouso. Devido a sua massa de repouso ser zero, tal referencial não existe, de acordo com a teoria da relatividade. Então os fótons no vácuo sempre viajam a velocidade da luz, e mostram somente duas projeções de spin, correspondendo as duas polarizações circulares opostas. Por causa de sua massa intrínseca zero, fótons são consequentemente sempre polarizados transversalmente, da mesma forma que as ondas eletromagnéticas o são, no espaço vazio.

### Estado quântico
A luz visível do Sol, ou de uma lâmpada, é comumente uma mistura de muitos fótons de diferentes comprimentos de onda. Uma visão deste espectro de frequência, pode ser obtida por exemplo pela passagem da luz por um prisma. Neste co-denominado "estado misto", que estas fontes tendem a produzir, a luz se constitui de fótons em equilíbrio térmico (também denominado de radiação de corpo negro). Onde eles são de muita forma, semelhantes às partículas de um gás. Por exemplo, eles exercem pressão, conhecida como pressão de radiação, na qual (em parte) origina a aparência dos cometas quando eles estão viajando próximos ao Sol.
Por outro lado, um arranjo de fótons também pode existir em estados muito mais bem organizados. Por exemplo, nos denominados estados coerentes, descreve-se uma luz coerente como as emitidas por um laser ideal. O alto grau de precisão obtido com instrumentos a laser advém desta organização.

### Absorção molecular
Uma molécula típica, {\displaystyle M}, possui vários níveis de energia diferentes. Quando uma molécula absorve um fóton, sua energia aumenta em uma quantidade igual à da energia do fóton. A molécula então entra em um estado excitado, {\displaystyle M^{*}\,}.
{\displaystyle M+\gamma \to M^{*}\,}

## Fótons no vácuo
No espaço vazio, conhecido como vácuo perfeito, todos os fótons se movem a velocidade da luz, c, determinada como sendo igual a 299 792 458 metros por segundo, ou aproximadamente 3×108 m s−1. O metro é definido como a distância percorrida pela luz no vácuo em 1/299 792 458 de um segundo, como a velocidade da luz não oferece qualquer incerteza experimental, diferente do metro ou do segundo, tanto que confiamos no segundo sendo definido por meio de um relógio muito preciso.
Segundo um princípio da relatividade restrita de Einstein, todas as observações da velocidade da luz no vácuo são as mesmas para todas as direções e para qualquer observador em um referencial inercial.  Este princípio é geralmente aceito na física desde que muitas consequências práticas para as partículas de alta-energia tem sido observadas.

## Fótons na matéria
Quando fótons passam através de material, tal como num prisma, frequências diferentes são transmitidas em velocidades diferentes. Isto é chamado de refração e resulta na dispersão das cores, onde fótons de diferentes frequências saem em diferentes ângulos. Um fenômeno similar ocorre na reflexão onde superfícies podem refletir fótons de várias frequências em diferentes ângulos.
A relação de dispersão associada para fótons é uma relação entre a frequência, f, e comprimento de onda, λ. ou, equivalentemente, entre sua energia, E, e momento, p. Isto é simples no vácuo, desde que a velocidade da onda, v, é dada por
{\displaystyle v=\lambda f=c\,}
As relações quânticas do fóton são:
{\displaystyle E=hf\,} e {\displaystyle p=h/\lambda \,}
Onde h é constante de Planck. Então nós podemos escrever esta relação como:
{\displaystyle E=pc\,}
que é característica de uma partícula de massa zero. Desta forma vemos como a notável constante de Planck relaciona os aspectos de onda e partícula.
Em um material, um par de fótons para a excitação do meio e comportamento diferente. Estas excitações podem ser frequentemente descritas como quase-partículas (tais como fónos e excitons); isto é, como onda quantizadas ou entidades quase-partículas  propagando-se através da matéria. O "Acoplamento" significa que os fótons podem transformar nesta excitação (isto é, o fóton são absorvidos e o meio excitado, envolvendo  a criação das quase-partículas) e vice-versa (as quase-partículas transformam-se de volta em um fóton, ou o meio relaxa pela re-emissão de energia na forma de fótons).  Contudo , como estas transformações são as únicas possíveis, eles não estão ligados para acontecer e o que realmente propaga-se através do meio é uma polarização; isto é, uma superposição quântica-mecânica da energia quântica iniciada em um fóton e de uma excitação de uma quase partícula material.
De acordo com as regras da mecânica quântica, uma medição (aqui: na observação é que acontece a polarização) quebra a superposição; isto é, o quantum é absorvido pelo meio e permanece lá (como acontece em um meio opaco) ou re-emerge como um fóton da superfície para o espaço (como acontece em um meio transparente).
Excitações no material tem uma dispersão não-linear; isto é; seu momento não é proporcional a sua energia. Portanto, estas partículas se propagam mais devagar do que a velocidade da luz no vácuo. (A velocidade de propagação é a derivada da relação dispersão com seu respectivo momento.) Esta é a razão formal porque a luz é mais lenta em um meio (tal como o vidro) do que no vácuo. (A razão da difração pode ser deduzida disto pelo princípio de Huygens.) Outro meio de explicar isto é dizer que o fóton, por começar a se misturar com o meio excitado para forma a polarização, adquire um efeito de massa, o que significa que ele não pode viajar a c, a velocidade da luz no vácuo.
Os quanta (plural de quantum) virtuais são partículas hipotéticas trocadas entre partículas carregadas. Se são partículas verdadeiras ou não é um assunto sujeito a uma certa controvérsia. Supõe-se que efeitos como o efeito Casimir sejam provas evidentes da existência de fotões virtuais, embora essa hipótese não seja totalmente aceita.[carece de fontes?]